# Аир (плато)
Аи́р или Азби́н (фр. Aïr, Azbine; устар.: Асбен, Азбен) — плоскогорье в южной части пустыни Сахара на территории центрального Нигера. Административно относится к региону Агадес, располагаясь большей частью на территории департамента Арли и южной оконечностью вдаваясь на территорию департамента Чирозерин. Является частью экорегиона Горные сухоустойчивые леса Западной Сахары (англ. West Saharan montane xeric woodlands). Занимает площадь в 84 000 км², располагаясь к северу от 17-й параллели, в основном в пределах высот 500—900 м, достигая в нескольких точках высот 1800—2000 м. Плато Аир примечательно уникальными геологическими образованиями и значимыми археологическими памятниками, иллюстрирующими доисторическое прошлое региона.

## География и геология
Острые скалы, возвышающиеся над плато, имеют вулканическое происхождение, сложены древними гранитами и четвертичными лавами. Средняя высота 800—900 м, самая высокая точка — гора Идукал-н-Таге (2022 м), хотя многие источники верхней точкой называют гору Гребун (Gréboun, высота 1944 м). Склоны плато крутые и обрывистые. На западе плато плавно переходит в песчаную равнину Талак, восточная же окраина плато круто обрывается к обширной пустыне Тенере, занятой грядами и массивами, образовываемыми подвижными дюнами..
Докембрийский массив Аир представляет собой крупное субмеридиональное поднятие юго-восточного отрога Ахаггара, сложенное гнейсами, гранулитами, амфиболитами и кварцитами архея (с преобладанием мраморов в верхней части разреза), гранит-мигматитами и гранито-гнейсами. Является одним из крупнейших комплексов кольцевых дайек в мире. Он состоит из девяти возвышающихся над скалистым плато почти круглых магматических колец диаметром до 80 км. Дайки, штоки и батолиты простираются на 550 км с севера на юг. Некоторые интрузии имеют ширину 30 км. Тодра (центр массива) окружён сотней базальтовых стромболийских конусов и фреатомагматическх туфовых колец. Геологическая основа представлена древним плато, сложенным гранитами, гнейсами и кристаллическими сланцами. Основание у него слабо волокнистое и размещено в пределах высот 400—800 м. Бо́льшую часть территории плато Аир занимает каменистая пустыня — хамада.

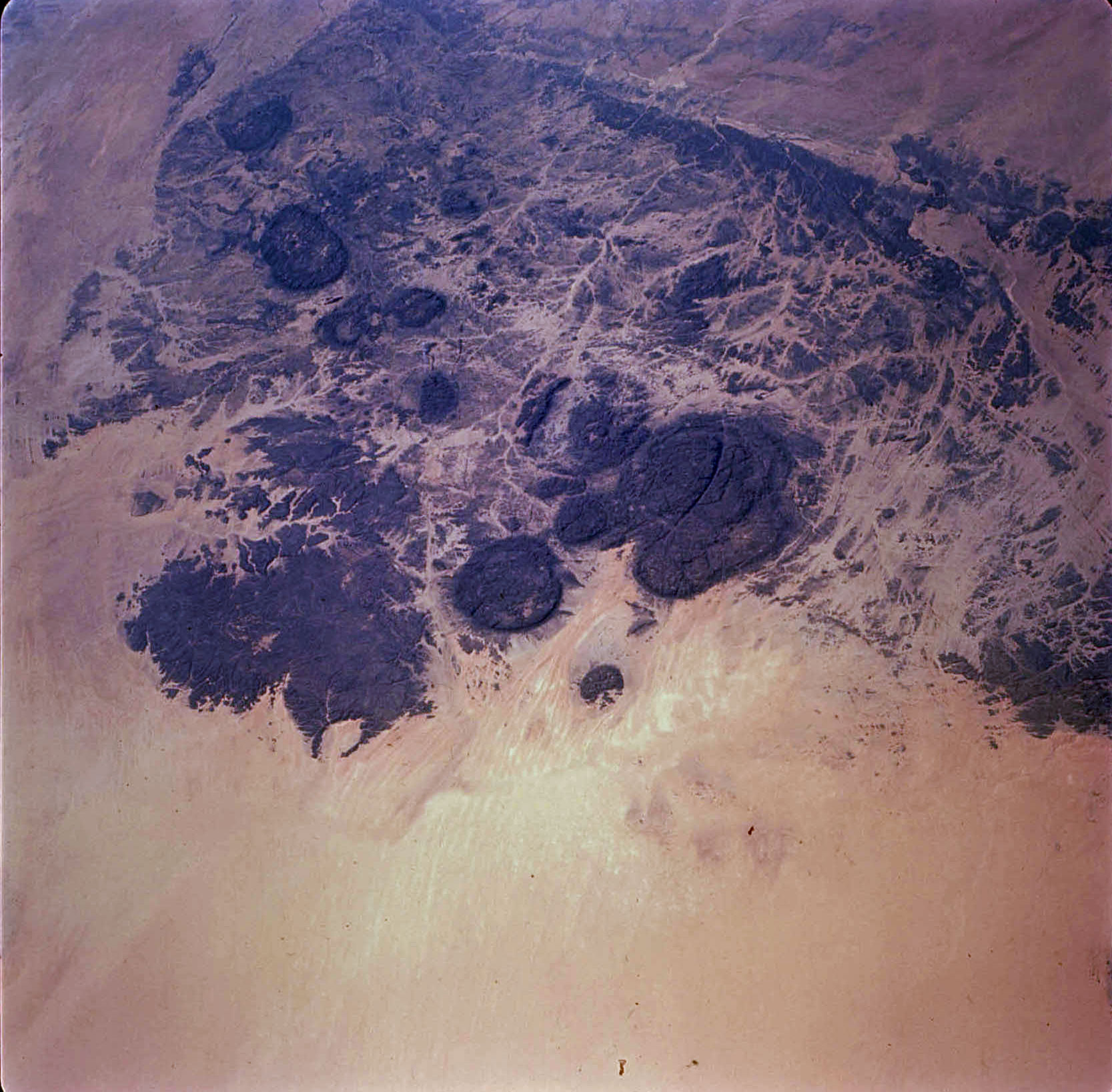
Спутниковый снимок массива Аир
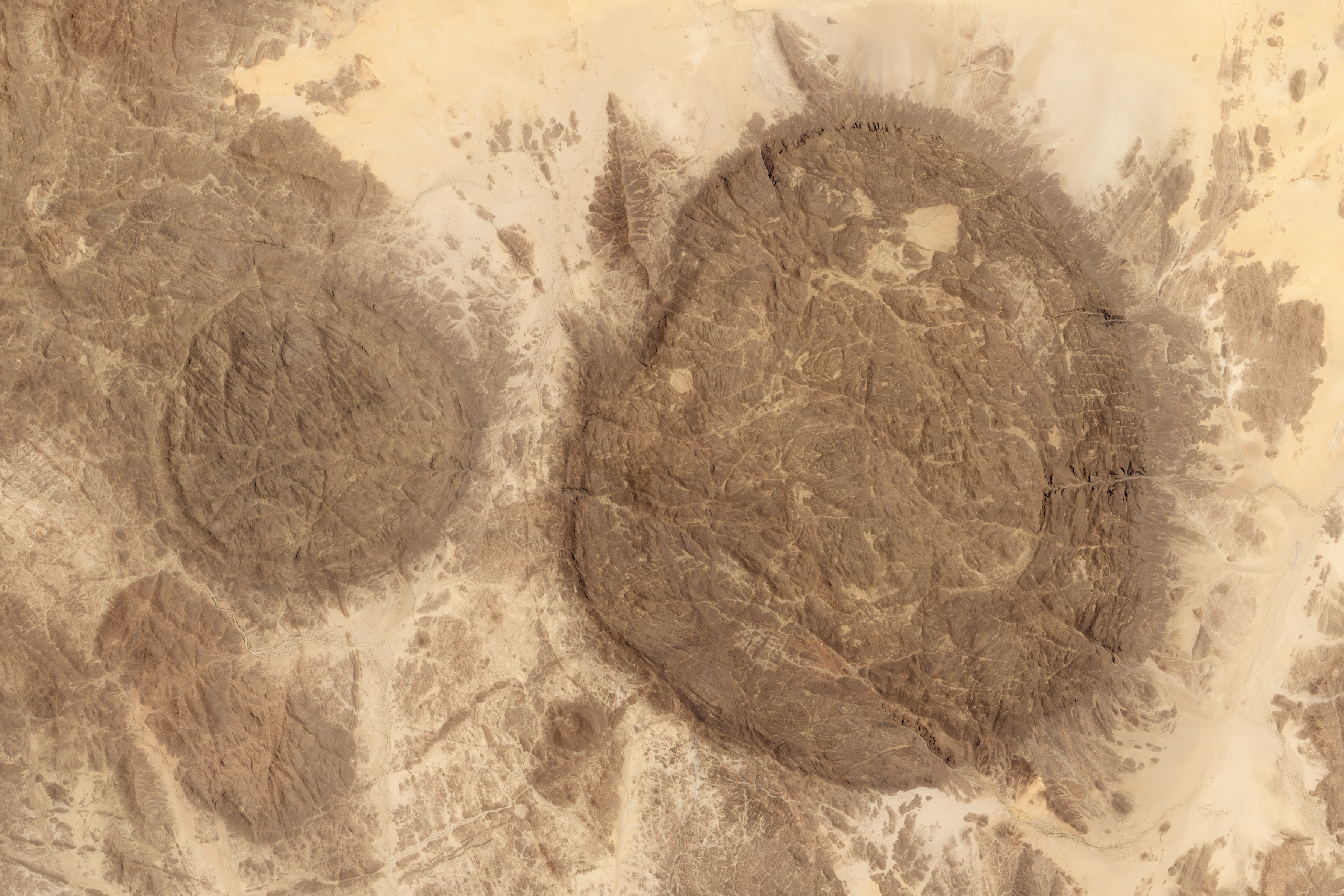
Кольцевые магматические образования плато Аир
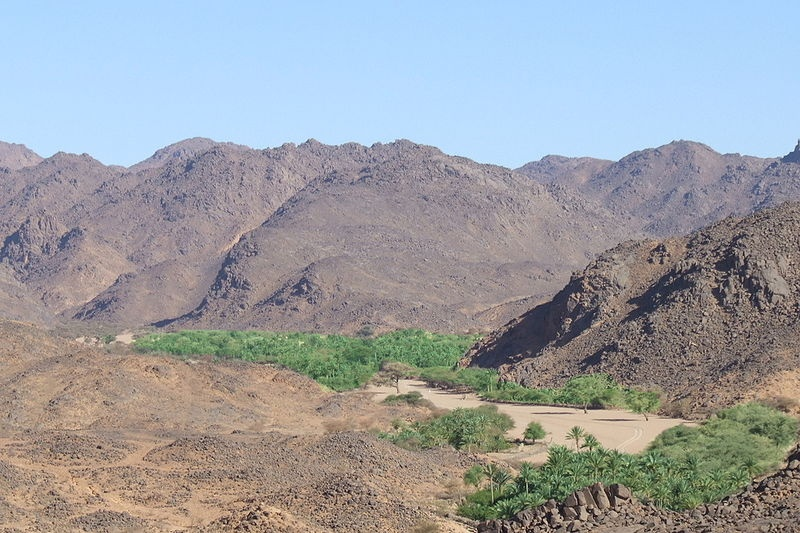
Плато Аир у оазиса Тимиа
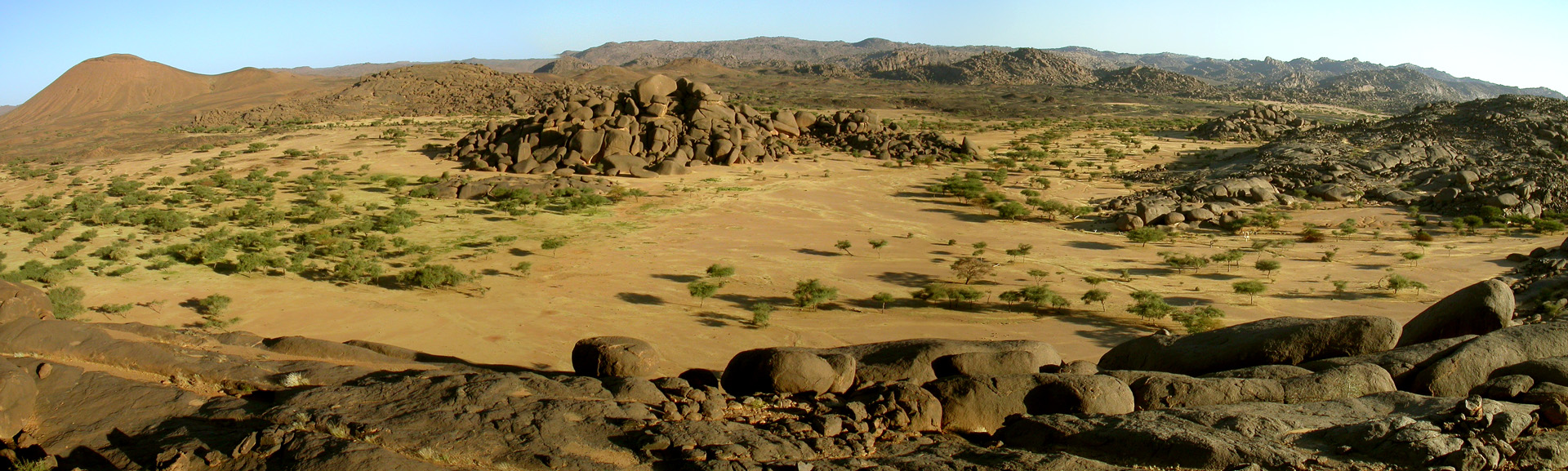
Местность на юге плато Аир в районе гор Багзан

## Климат

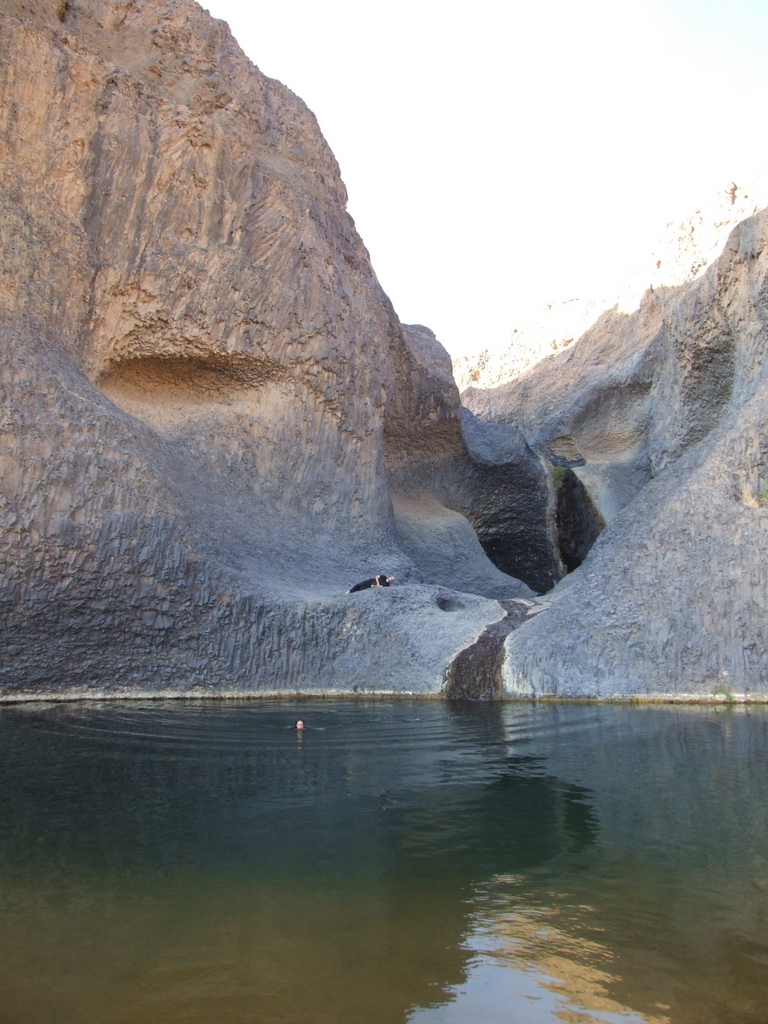
Гельта у населённого пункта Тимиа

Из-за высоты климат района плато больше похож на климат Сахеля, чем Сахары, но в целом климат заповедника типичен для Центральной Сахары: очень жаркий и засушливый. Средние годовые температуры колеблются примерно в пределах +28 °C, максимальные показатели достигают +50 °C и приходятся на май и июнь (в это время Солнце, стремясь к своему зениту над Северным тропиком, пересекает эти районы), тем не менее ночью температуры в жаркий период гораздо ниже. В зимние месяцы (январь и февраль) температуры опускаются ниже нуля, что приводит к возникновению разительных температурных контрастов между светлым и темным временем суток.
Больше всего осадков выпадает на западе плато, где влажный воздух встречает преграды в виде гор. Географически количество выпадающих осадков обычно сокращается с юга на север и с запада на восток.
Горные склоны плато представляют собой опустыненную саванну, на вершинах — голые пустыни. Массив Аир рассечён глубокими долинами уэдов (называемыми кори), в которых произрастает акациевая растительность. По кори вода от немногочисленных осадков (50—160 мм в год) собирается в гельты, как, например в населённом пункте Тимиа.

## Флора
В районе плато зарегистрировано более 430 видов сосудистых растений, большинство из них было обнаружено в течение XX века рядом научных экспедиций, исследовавших этот регион. На плато Аир, которое является южным продолжением нагорья Ахаггар, встречаются виды, свойственные как для флоры Сахары, так и для Сахеля. Также на плато обнаружено несколько видов, свойственных для Средиземноморья и Судана, они встречаются на вершинах, высота которых приближается к 2000 м, где формируются благоприятные условия для их произрастания.
Больше всего на плато распространена сахельская растительность, концентрирующаяся во влажных районах. В долинах наиболее распространёнными видами являются Акация кручёная (лат. Acacia tortilis subsp. raddiana) и Баланитес египетский (лат. Balanites aegyptiaca). По берегам кори произрастают в основном пальмы (имбирная (лат. Hyphaene thebaica) и финиковая (лат. Phoenix dactylifera)) и акации (нильская (лат. Acácia nilótica) и беловатая (лат. Faidherbia albida)). Среди последних примечательна акация беловатая — одно из редких листопадных растений, сбрасывающее листву в начале дождливого сезона, а в сухой сезон, когда ярко светит солнце, лиственный покров восстанавливается. Акации низкорослы и зачастую с искривленными стволами. Развитию и регенерации растительности в долинах сильно препятствуют высокая засушливость и выпас скота, больше всего эти факторы влияют на древесные растения, что в итоге может привести к серьёзной экологической дестабилизации. Травы обладают развитой корневой системой и растут очень быстро, достигая зрелости за 1 — 1,5 месяца. Было замечено, что саженцы деревьев лучше развиваются под защитой травяного покрова лат. Panicum turgidum, что в дальнейшем планируется использовать для восстановления популяции деревьев.
Горная флора плато изучена сравнительно мало. Из акаций, менее устойчивых к засухе, в горах встречаются лат. Acacia laeta и лат. Acacia seyal. В ходе исследования склонов самой высокой вершины плато — Идукал-н-Таге были обнаружены такие виды растений, которые нигде в Нигере до этого не были зарегистрированы. Среди них есть и тропические виды (лат.  Pachycymbium decaisneanum, лат. Cleome aculeata, лат. Echinops mildbraedii, лат. Indigofera nummularia) и сахаро-средиземноморские (лат. Silene lynesii, лат. Tephrosia elegans, лат. Echinops mildbraedii). Также было найдено три вида папоротников (лат. Cheilanthes coriacea, лат. Actiniopteris radiata, лат. Ophioglossum polyphyllum), произрастание которых в подобных климатических условиях доселе считалось маловероятным.
Реликтовые средиземноморские и суданские (отдельные виды фикуса) представители флоры найдены на высотах более 1000 м в наиболее влажных местах плато Аир. Из представителей средиземноморской флоры строго охраняется дикая олива (лат. Olea europaea subsp. laperrinei,), обнаруженная на высоте более 1,5 тысяч метров на склонах гор Гребун и Тамгак в северной части плато. Обнаружены популяции диких родственников важных сельскохозяйственных культур проса и сорго.

## Фауна
На территории плато обитает 40 видов млекопитающих, часть из которых находится под угрозой исчезновения, 160 видов птиц, около 18 видов рептилий и один вид земноводных. Ихтиофауна отсутствует. 9 видов занесены в Красную книгу Нигера. Многие сахельские виды животных представляют собой реликты более влажных эпох и изолированы от основной своей популяции на юге уже несколько тысячелетий.
Плато Аир является пристанищем для многих исчезающих видов копытных Сахары, таких как газель-доркас (лат. Gazella dorcas; около 12 тысяч особей), газель-дама (лат. Nanger dama; 170 особей) и гривистый баран (лат. Ammotragus lervia; 3,5 тысяч особей), местная популяция которого составляет 70 % от всех представителей данного вида в Нигере.
Такие крупные хищники, как львы, (лат. Panthera leo) из-за охоты и травли были полностью уничтожены, осталось только приблизительно 15 — 20 гепардов (лат. Acinonyx jubatus) и несколько особей полосатой гиены (лат. Hyaena hyaena). Также в прошлом на плато Аир водилась гиеновидная собака (лат. Lycaon pictus), ныне «выдавленная» из региона из-за освоения его человеком.
В горной местности есть колонии капского дамана (лат. Procavia capensis), кроме того, часто встречаются мелкие грызуны.
Из приматов обнаружены проживающая на массиве Тамгак, сильно изолированная популяция догеровских бабуинов (лат. Papio anubis), состоящая из примерно 70 особей, которая практически целиком образовалась в результате инбридинга; и полутысячная популяция мартышек-гусаров (лат. Erythrocebus patas), которые живут в центральной части плато Аир.

## Охрана природы
В 1988 году восточная часть плато Аир была включена в состав новообразованного Национального резервата Аир и Тенере, который стал крупнейшей в Африке охраняемой природной территории, занимает на плато, примерно, 30 000 км², то есть 2/5 от общей площади резервата. В 1991 году Национальный резерват Аир и Тенере был включён в список Всемирного наследия ЮНЕСКО. В 1992 году, из-за нестабильной политической обстановки в районе резервата, а также браконьерства и незаконной добычи полезных ископаемых на его территории, он был внесен в список всемирного наследия, находящегося под угрозой.

## Гидрология
На территории плато, которую занимает резерват, протекает шесть крупных вади (кори), из них: Загадо, Тафидет и Аджирругду текут на восток, теряясь в песках пустыни Тенере, а Тамгак, Зилалет и Таманет — на запад и юг, заканчиваясь на плато за пределами резервата.

## История
На скалах встречается древние изображения (представляющие схематические и натуралистические рисунки зверей (слонов и жирафов, ориксов, газелей, страусов), людей и сцены охоты), некоторые из них относятся к 9—8 тысячелетиям до н. э. Обнаружено несколько мест значительных археологических раскопок, восходящих к неолиту — в основном вдоль линий ископаемых рек и озёр, полноводных 4 тысяч лет назад. Среди найденных артефактов — наконечники стрел и копий, ступы, жернова.
В начале нашей эры римляне преодолели Сахару и, согласно античным источникам, во II веке они достигли «эфиопской земли Агисимбы» — горной области, которую нередко идентифицируют с нагорьем Аир.
В VII веке окрестности плато Аир начали заселять кочевники туареги. Постепенно они частично ассимилировали земледельцев-хауса, проживавших в наиболее возвышенных местах плато, а остальных оттеснили южнее. К середине XIV века туареги сформировали государство (султанат Аир) со столицей в городе Агадес. В начале XVI века султанат Аир был захвачен империей Сонгай, но затем восстановил независимость и сохранял её вплоть до начала XX века, когда был завоеван Францией и присоединен к колонии Нигер..
Европейцы в окрестностях плато начали обосновываться в середине XIX века. Первым европейцем, сумевшим покорить плато Аир, является немецкий исследователь Африки Генрих Барт, он пересек его в августе 1850 года и называл «Альпами пустыни».
В 1916—1917 годах в районе плато Аир произошло восстание туарегов под руководством вождя Ага Мохаммеда Бей Тегидды Каосена (1880—1919) против французских колонизаторов, которое было жестко подавлено, а окрестные поселения разграблены.

## Население
Крупнейший город региона — Агадес, который также является культурно-историческим центром туарегов Аира. По состоянию на начало 2010-х годов его население составляло примерно 120 тысяч человек. Вторым по величине населения является промышленный город Арли с населением около 110 тысяч человек (2011). В оазисах расположены такие населённые пункты как Тимиа, Одерас, Табелот, их население занято главным образом сельским хозяйством и торговлей.
|  |  |  |

## Полезные ископаемые

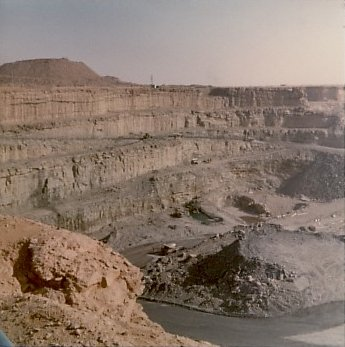
Урановый карьер около города Арли.

В горах имеются горячие источники, кроме того на территории плато есть значительные запасы подземных вод. На западе плато Аир сконцентрированы основные разведанные залежи урана в Нигере, которые разрабатываются компаниями СОМАИР и КОМИНАК на месторождениях у города Арли и населённого пункта Акута. Кроме урана на плато ведется добыча и других минеральных ископаемых. В 1980 году началась добыча угля открытым способом в 50 км к восточнее города Агадес на месторождении Ану-Арарен, для обеспечения энергоносителем ТЭС в Ану-Арарен. Также на плато Аир имеются залежи оловянной руды, которые добываются на месторождениях Тарауаджи и Адрар-эль-Мекки (в 1983 году — 70 т металла).

## Хозяйственное значение
Растительность долин уэдов позволяет пастись скоту (зебра, верблюд), который принадлежит главным образом туарегам. Почвенный покров практически отсутствует. В оазисах выращивают пальму дум, просо, пшеницу, хлопчатник, кукурузу.